# Erdősovo číslo
Erdősovo číslo je pseudomatematický pojem zavedený na počest proslulého maďarského matematika Pála Erdőse.

## Motivace
Pál Erdős byl proslulý tím, že neustále cestoval mezi nejrůznějšími matematickými konferencemi a institucemi po celém světě, díky čemuž na světě žilo (a mnohdy ještě žije) několik set matematiků, kteří jsou podepsáni jako spoluautoři pod některým jeho odborným článkem. Erdősovo číslo vzniklo jako humorná klasifikace matematiků podle toho, jak moc jsou autorsky vzdáleni od Pála Erdőse.

## Definice
Uvažujme graf, jehož vrcholy jsou matematici a dva vrcholy jsou spojeny hranou, právě když spolupracovali na nějakém odborném článku (jsou tedy alespoň jednou uvedeni jako spoluautoři).
Erdősovo číslo konkrétního matematika je délka nejkratší (co do počtu hran) cesty z vrcholu, který odpovídá Pálu Erdősovi, do vrcholu, který odpovídá příslušnému matematikovi.

## Objasnění definice
- Pál Erdős má Erdősovo číslo 0.

Grafické znázornění definice.

- Přímí spolupracovníci Pála Erdőse mají Erdősovo číslo 1.
- Přímí spolupracovníci přímých spolupracovníků Pála Erdőse, kteří nejsou přímými spolupracovníky Pála Erdőse ani Pálem Erdősem, mají Erdősovo číslo 2.

## Výsledky v oblasti výzkumu Erdősova čísla
Jedním z proslulých výsledků v oblasti výzkumu Erdősova čísla je fakt, že v posledních letech Erdősova života mělo více než 90 procent aktivních (tj. publikujících) matematiků Erdősovo číslo menší nebo rovné 8 a to bez ohledu na obor, kterým se zabývali. Průměr pro všechny s konečným Erdősovým číslem je 4,65.
Počet lidí s Erdősovým číslem 1 byl po Erdősově smrti v roce 1996 ukončen na čísle 511, patří mezi ně mimo jiné i čeští matematici Vojtěch Rödl, Pavel Valtr, Vojtěch Jarník, Jaroslav Nešetřil a Václav Chvátal.
Počet lidí s Erdősovým číslem 2 není ještě uzavřen, jeho současná hodnota se pohybuje kolem 11000. (2015)